# Nippon Ichi Software
Nippon Ichi Software (Japans: 株式会社日本一ソフトウェア) is een computerspelontwikkelaar gevestigd in Kakamigahara, Japan. Het bedrijf was van 1991 tot 1993 bekend onder de naam Prism Kikaku en werd in 1993 hernoemd naar Nippon Ichi Software.

## Beschrijving
Het bedrijf werd in 1991 opgericht door Koichi Kitazumi en een groep oud-werknemers van SunSoft. Het heeft een aantal traditionele computerrollenspellen ontwikkeld, waaronder de Disgaea- en Marl Kingdom-serie. Nippon Ichi heeft ook anime gepubliceerd. De bedrijfsmascotte is Prinny, een personage uit Disgaea.
In 2003 werd NIS America opgericht, een bedrijfsdivisie die spellen ontwikkelt en vertalingen uitvoert voor de Noord-Amerikaanse markt. In 2007 werd ook een tak voor de Europese en Australische markt opgericht. Voor deze tijd werkte het samen met andere ontwikkelaars en uitgevers, waaronder Koei, Square Enix en Ubisoft.

## Ontwikkelde spellen
Een selectie van ontwikkelde spellen die voor meerdere regio's zijn gepubliceerd.
| Jaar | Titel                                        | Platform                        |
| ---- | -------------------------------------------- | ------------------------------- |
| 1994 | Pieces                                       | NES                             |
| 1998 | Rhapsody: A Musical Adventure                | PlayStation                     |
| 2002 | La Pucelle: Tactics                          | PlayStation 2                   |
| 2003 | Disgaea: Hour of Darkness                    | PlayStation 2                   |
| 2004 | Phantom Brave                                | PlayStation 2                   |
| 2005 | Makai Kingdom: Chronicles of the Sacred Tome | PlayStation 2                   |
| 2006 | Disgaea 2: Cursed Memories                   | PlayStation 2                   |
| 2007 | GrimGrimoire                                 | PlayStation 2                   |
| 2008 | Disgaea DS                                   | Nintendo DS                     |
| 2009 | Trinity Universe                             | PlayStation 3                   |
| 2009 | Disgaea Infinite                             | PlayStation Portable            |
| 2010 | Last Rebellion                               | PlayStation 3                   |
| 2011 | Disgaea 4                                    | PlayStation 3                   |
| 2011 | Cladun X2                                    | PlayStation Portable            |
| 2013 | The Guided Fate Paradox                      | PlayStation 3                   |
| 2013 | The Witch and the Hundred Knight             | PlayStation 3                   |
| 2015 | Disgaea 5                                    | PlayStation 4                   |
| 2016 | A Rose in the Twilight                       | PlayStation Vita                |
| 2016 | Labyrinth of Refrain: Coven of Dusk          | PlayStation Vita                |
| 2017 | The Witch and the Hundred Knight 2           | PlayStation 4, PS Vita          |
| 2017 | Yomawari: Midnight Shadows                   | PlayStation 4, PS Vita, Windows |
| 2018 | Yomawari: Night Alone                        | Switch                          |
| 2020 | Mad Rat Dead                                 | PlayStation 4, Switch           |
| 2021 | Disgaea 6: Defiance of Destiny               | PlayStation 4, Switch           |